# Canal de Kii
Pour les articles homonymes, voir Kii.
Le canal de Kii (紀伊水道, Kii suidō) est un bras de mer faisant la liaison entre l’océan Pacifique et la mer intérieure de Seto par l’intermédiaire des détroits de Naruto et de Kitan. Il est nommé en raison de son voisinage avec l’ancienne province de Kii qui s’étendait sur les préfectures actuelles de Wakayama et sur la partie sud de celle de Mie.

## Localisation
Le canal de Kii est entouré par trois préfectures japonaises : celle de Hyōgo au nord sur l'île d'Awaji, celle de Tokushima à l'ouest, sur Shikoku et celle de Wakayama à l'est, sur Honshū, avec la péninsule de Kii. Tandis qu'il s'ouvre largement au sud sur l’océan Pacifique, il est délimité au nord par les détroits de Naruto et de Kitan qui mènent respectivement à la mer de Harima et à la baie d'Ōsaka, ces dernières faisant elles-mêmes partie de la mer intérieure de Seto.